# Ablis
Ablis is een gemeente in het Franse departement Yvelines (regio Île-de-France) en telt 2705 inwoners (1999). De plaats maakt deel uit van het arrondissement Rambouillet.
In 1870 tijdens de Frans-Pruisische Oorlog werd Ablis platgebrand en werden zes burgers van Ablis geëxecuteerd door Duitse troepen als vergelding voor een aanval door Franse franc-tireurs.

## Geografie
De oppervlakte van Ablis bedraagt 26,1 km², de bevolkingsdichtheid is 103,6 inwoners per km².
De onderstaande kaart toont de ligging van Ablis met de belangrijkste infrastructuur en aangrenzende gemeenten.

## Demografie
Onderstaande figuur toont het verloop van het inwonertal (bron: INSEE-tellingen).